# Louis Massotte
Louis Massotte, né le 19 février 1906 à Torcenay (Haute-Marne) et mort le 15 juin 1937 à Buc (Yvelines), était un aviateur français, pilote d'essai et champion de voltige aérienne.

## Biographie
Membre de la patrouille des 4 as de chez Blériot, Louis Massotte s'écrase à Buc le 15 juin 1937. Un hommage en forme d'un as de cœur, son surnom, est présent sur le lieu de l'accident.

## Distinctions
- Chevalier de la Légion d'honneur[3]
- Citation à l'ordre de la Nation[2] le 16 juin 1937[3].